# Canada Open 1979
Il Canada Open 1979 è stato un torneo di tennis giocato sulla terra verde.
È stata la 89ª edizione del Canada Open, che fa parte del Colgate-Palmolive Grand Prix 1979 e del WTA Tour 1979. 
Il torneo si è giocato al Rexall Centre di Toronto in Canada dal 13 al 19 agosto 1979.

## Campioni

### Singolare maschile
Björn Borg ha battuto in finale  John McEnroe con il punteggio di 6–3, 6–3.

### Singolare femminile
Laura duPont   ha battuto in finale  Brigette Cuypers con il punteggio di 6–4, 6–7, 6–1.

### Doppio maschile
Peter Fleming /  John McEnroe hanno battuto in finale   Heinz Günthardt /  Bob Hewitt con il punteggio di 6–7, 7–6, 6–1.

### Doppio femminile
Lea Antonoplis-Inoye /  Diane Evers hanno battuto in finale  Chris O'Neil /  Mimi Wikstedt con il punteggio di 2–6, 6–1, 6–3.